# Björn Spaeter
Björn Spaeter (* 4. September 1974 in Radolfzell am Bodensee) ist ein ehemaliger deutscher Ruderer.

## Werdegang
Björn Spaeter wurde 1998 im Leichtgewichts-Vierer ohne Steuermann und 2000 mit dem Leichtgewichts-Zweier ohne Steuermann Deutscher Meister. Zudem nahm er an den Olympischen Sommerspielen 2000 in Sydney teil. Im Vorlauf der Regatta mit dem Leichtgewichts-Vierer ohne Steuermann ruderten im deutschen Boot Roland Händle, Marcus Mielke, Thorsten Schmidt und Martin Weis. Im Halbfinale sowie im B-Finale ersetzte Spaeter dann den erkrankten Weis. Das Boot erreichte im Endklassement den 12. Platz.
Bei den Deutschen Sprintmeisterschaften 2003 gewann er zusammen mit Manuel Strauch Gold im Zweier ohne Steuermann.